# Eugen Mladin
Eugen Mladin (n. 22 iunie 1921, România – d. 21 decembrie 1980) a fost un fotbalist și antrenor român.